# A Brit-szigetek uralkodóinak listája
Az alábbiakban a Brit-szigetek különböző királyságai élén álló uralkodók listája olvasható, időrendben. Anglia, Skócia, Írország, Nagy-Britannia és az Egyesült Királyság trónjai a történelem folyamán az alábbi államokat érintették:
- A 871-től 1707-ig fennálló Angol Királyságot, amely az 1543-ra véglegesített Egyesülési Törvény alapján Wales területét is magában foglalta.
- A 843-ban megszületett Skót Királyságot, amely 1707-ben szűnt meg.
- Az Ír Uradalmat, mely 1199-től 1541-ig létezett.
- Az Ír Királyságot 1541-től 1801-ig.
- Az 1707-ben Anglia és Skócia összeolvadásával megszületett Nagy-Britannia (Egyesült) Királysága, amely 1800-ig állt fenn.
- Nagy-Britannia és Írország Egyesült Királyságát, amelyet Nagy-Britannia és Írország 1800-as egyesülési egyezménye hívott életre, és az 1927-es ír függetlenségig maradt fenn.
- Végül Nagy-Britannia és Észak-Írország Egyesült Királyságát, amely Írország déli területeinek függetlenedését követően jött létre, és mindmáig fennáll.

A Brit-szigeteken uralkodó koronás fők esetében érdemes megjegyezni, hogy az angol királyok 1328-tól kezdve gyakran illették magukat a Franciaország királya címmel is, mivel VI. Károly unokaöccsének szánta trónját halála után. Ezt a követelést persze sohasem sikerült érvényesítenie az angol trónnak, de a címet megtartották maguknak Anglia uralkodói egészen 1800-ig, amikor egyrészt megváltozott a királyság neve, másrészt pedig akkor már Franciaország majdnem tíz éve köztársaság volt.
Az angol uralkodók 1536-tól kezdve az anglikán egyház vezetői is. Ezen felül említést érdemel, hogy 1066-ban elölről kezdték az uralkodók számozását. Ez csak az Eduárdokat érinti.
A skót uralkodók esetében mindössze egyetlen cím változott meg. Nevezetesen a skót királyok és királynők II. Mária, III. Vilmos és I. Anna kivételével mind a Skótok Királya vagy Királynője címet viselték. Az említett három uralkodó a Skócia Királya illetve Királynője címet vette fel.
Viták vannak arról, hogy ki tekinthető az első angol uralkodónak. Többek közt Egbert († 839), Nagy Alfréd († 899), Idősebb Eduárd († 924), Æthelstan († 939), Békés Edgár († 975), vagy akár Hódító Vilmos († 1087) neve merülhet fel e cím birtokosának. Az alábbi lista a Dél-Britanniai angolszász államok első egyesítőjétől, az eredetileg wessexi királyként uralkodó Egberttől kezdi a listát. Fontos megjegyezni, hogy Egbert egyes utódainak hatalma nem terjedt ki egész Angliára, ez csak a 10. század közepétől vált állandóvá.
A születési/halálozási dátumok hónapjainál, ill. napjainál eltérések lehetnek más forrásokkal szemben. Ezek nagy része az 1582 után bevezetett Gergely-naptár miatt lehetséges. Angliában csak 1752-ben vették át a Gergely-naptárt, ezért az 1582–1754 közötti dátumok a régebbi, akkor még használatos ún. Julián naptár szerint vannak megadva.
1199-ben János, Írország lordja örökölte az angol trónt. Az Írország lordja címet 1542-ben változtatták Írország királya címre.
1603-ban Jakab, Skócia királya örökölte Erzsébet után az angol trónt.
Az 1707-ben megalkotott Egyesülési Törvény királysággá olvasztotta össze Skóciát és Angliát, amelynek neve Nagy-Britannia lett.
Az 1701-ben megalkotott trónöröklési törvény szerint amennyiben nincs közvetlen örököse Nagy-Britannia trónjának, akkor egy protestáns rokon kerülhet a trónra.
Így jöhetett szóba Hannoveri Zsófia, aki a legközelebbi rokon volt, és megfelelt a törvénynek. Halála miatt fia, I. György lépett a trónra, aki ezáltal megalapította a Hannover-házat.
Az 1800-ban érvénybe lépő egyesülési törvény szerint Írország és Nagy-Britannia trónjai egyesülnek, és létrejön az Egyesült Királyság.
1922-ben Írország kiszakadt a királyságból, így 1927-ben megváltoztatták a birodalom nevét.

## Történelmi államok a Brit-szigetek területén

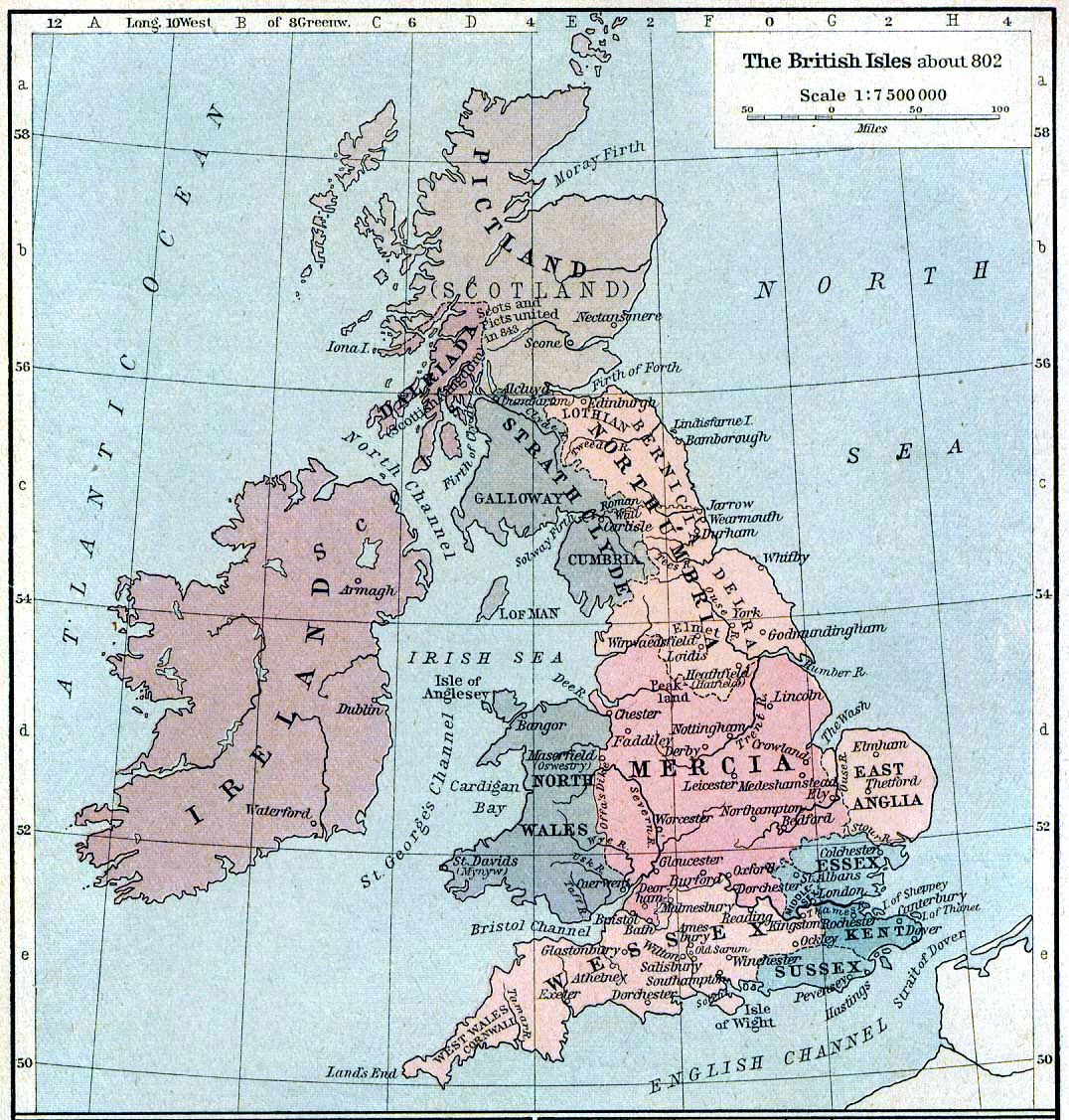
Történelmi államok a Brit-szigeteken (802 körüli állapot)

A Brit-szigetek ma is ismert négy állama (Anglia, Skócia, Wales és Írország) megalakulása előtt több történelmi királyság is létezett a szigeteken. Ezek a korai angol történelem pillérei, a szigetek legendái és mítoszai is gyakran keverednek ezen ősi királyi listákba, melyek a következők:
- A mai Anglia területén:
  - Briton uralkodók listája (Kr. e. 1149 – Kr. u. 664)
  - A hét angolszász királyság:
    - Kelet-Anglia királyai (571–916)
    - Essex királyai (527–825)
    - Kent királyai (455–825)
    - Sussex királyai (477–790)
    - Wessex királyai (519–973)
    - Mercia királyai (488–919)
    - Northumbria királyai (500/569–927)
- A mai Wales területén:
  - Wales uralkodóinak listája
- A Skócia területén:
  - Skócia uralkodóinak listája (848–1702)
  - Pikt uralkodók listája (412–848)
  - Dál Riata uralkodóinak listája (vagy Dalriada, 4. század – 9. század)
  - Strathclyde uralkodóinak listája (5. század – 1124)
- A mai Írország területén:
  - Írország főkirályai (Kr. e. 1934 – Kr. u. 1186)
- Egyéb:
  - A Man-sziget és a Hebridák uralkodóinak listája (836–1164)
  - A Man-sziget királyainak listája (1164–1504)

## Anglia királyai

### Cerdic-ház
|     | Portré | Uralkodó                          | Uralkodott | Koronázása                              | Megjegyzés |
| --- | ------ | --------------------------------- | ---------- | --------------------------------------- | --- |
| 1.  |        | Egbert                            | 829 – 839  |                                         | 802-től Wessex királya, 829-re meghódította a mai Anglia nagy részét. A korábbi wessexi királyokat ld. → Wessex uralkodóinak listája.                   |
| 2.  |        | Ethelwulf                         | 839 – 856  | Kingston-upon-Thames                    | Egbert fia. Fia trónfosztotta. |
| 3.  |        | Ethelbald                         | 856 – 860  | Kingston-upon-Thames                    | Ethelwulf fia. |
| 4.  |        | Ethelbert                         | 860 – 865  | Kingston-upon-Thames                    | Ethelwulf fia. |
| 5.  |        | I. Ethelred                       | 865 – 871  | Kingston-upon-Thames                    | Ethelwulf fia. |
| 6.  |        | Alfréd Nagy Alfréd                | 871 – 899  | Kingston-upon-Thames                    | Ethelwulf fia. Anglia jelentős területét felszabadította a dán megszállástól.                                                                           |
| 7.  |        | I. Eduárd Idősebb Eduárd          | 899 – 924  | 900. június 8. Kingston-upon-Thames     | Alfréd fia. 918-ra beolvasztotta véglegesen Merciát, és az összes Humbertől délre fekvő terület az uralma alá került.                                   |
| 8.  |        | Elfweard                          | 924        | Nem koronázták meg                      | I. Eduárd fia. |
| 9.  |        | Ethelstan                         | 924 – 939  | 925. szeptember 4. Kingston-upon-Thames | I. Eduárd fia. 927-ben Northumbria és York elfoglalásával befejezte az angolszász állam megteremtését, így lényegében ő volt Anglia első tényleges ura. |
| 10. |        | I. Edmund Nagyszerű Edmund        | 939 – 946  | 939. november 29. Kingston-upon-Thames  | I. Eduárd fia. |
| 11. |        | Edred                             | 946 – 955  | 946. augusztus 16. Kingston-upon-Thames | I. Eduárd fia. |
| 12. |        | Edwig                             | 955 – 959  | 956. január 26. Kingston-upon-Thames    | I. Edmund fia. |
| 13. |        | I. Edgár Békés Edgár              | 959 – 975  | 973. május 11. Bath                     | I. Edmund fia. Wessex királya 959-től. Britannia királyává koronáztatta magát 973-ban.                                                                  |
| 14. |        | II. Eduárd Mártír-Szent Eduárd    | 975 – 978  | Nem koronázták meg                      | I. Edgár fia. |
| 15. |        | II. Ethelred Tanácstalan Ethelred | 978 – 1013 | 978. április 4. Kingston-upon-Thames    | II. Eduárd öccse. Svend elűzte a trónról. |

### Jelling-ház
|     | Portré | Uralkodó                   | Uralkodott  | Koronázása         | Megjegyzés  |
| --- | ------ | -------------------------- | ----------- | ------------------ | ----------- |
| 16. |        | Svend Villásszakállú Svend | 1013 – 1014 | Nem koronázták meg | Dán király. |

### Cerdic-ház
|     | Portré | Uralkodó                          | Uralkodott  | Koronázása                   | Megjegyzés         |
| --- | ------ | --------------------------------- | ----------- | ---------------------------- | ------------------ |
| 15. |        | II. Ethelred Tanácstalan Ethelred | 1014 – 1016 | Másodjára nem koronázták meg | Második uralkodása |
| 17. |        | II. Edmund Vasbordájú Edmund      | 1016        | Nem koronázták meg           | II. Ethelred fia.  |

### Jelling-ház
|     | Portré | Uralkodó                  | Uralkodott  | Koronázása                  | Megjegyzés                                        |
| --- | ------ | ------------------------- | ----------- | --------------------------- | ------------------------------------------------- |
| 18. |        | Knut Nagy Knut            | 1016 – 1035 | 1017 Szent Pál-székesegyház | Svend fia, feleségül vette II. Ethelred özvegyét. |
| 19. |        | Hardeknut                 | 1035 – 1037 | Nem koronázták meg          | Knut fia.                                         |
| 20. |        | I. Harold Nyúllábú Harold | 1037 – 1040 | 1037 Oxford                 | Knut törvényen kívüli fia.                        |
| 19. |        | Hardeknut                 | 1040 – 1042 | 1040 június Canterbury      | Második uralkodása.                               |

### Cerdic-ház
|     | Portré | Uralkodó                    | Uralkodott  | Koronázása                           | Megjegyzés                               |
| --- | ------ | --------------------------- | ----------- | ------------------------------------ | ---------------------------------------- |
| 21. |        | III. Eduárd Hitvalló Eduárd | 1042 – 1066 | 1043. április 3. Winchester          | II. Edmund féltestvére.                  |
| 22. |        | II. Harold                  | 1066        | 1066. január 6. Szent Pál katedrális | III. Eduárd sógora, a Godwin-ház tagja.  |
| 23. |        | II. Edgár                   | 1066        | Nem koronázták meg                   | II. Edmund unokája. Lemondott a trónról. |

### Normandiai-ház
| Uralkodó Uralkodási ideje                                        | Portré | Címere | Született Felmenői                                                                                | Koronázása                                | Házastársa Utódai                                    | Elhunyt                                                     |     |
| ---------------------------------------------------------------- | ------ | ------ | ------------------------------------------------------------------------------------------------- | ----------------------------------------- | ---------------------------------------------------- | ----------------------------------------------------------- | --- |
| I. Vilmos Hódító Vilmos 1066. december 25. – 1087. szeptember 9. |        |        | 1028 körül Falaise, Normandia I. Róbert normandiai herceg és Falaise-i Herleva fia                | 1066. december 25. Westminsteri apátság   | Flandriai Matild Gyermekeinek száma: 10              | 1087. szeptember 9. Rouen, Franciaország 59 éves kora körül | 24. |
| II. Vilmos Vörös Vilmos 1087. szeptember 9. – 1100. augusztus 2. |        |        | 1056 körül Normandia I. Vilmos angol király és normandiai herceg és Flandriai Matild fia          | 1087. szeptember 26. Westminsteri apátság | nem házasodott meg nem születtek gyermekei           | 1100. augusztus 2. Hampshire, Anglia 44 évesen              | 25. |
| I. Henrik Könyves Henrik 1100. augusztus 3. – 1135. december 1.  |        |        | 1068 szeptember Selby, Anglia I. Vilmos angol király és normandiai herceg és Flandriai Matild fia | 1100. augusztus 5. Westminsteri apátság   | Skóciai Matild Löweni Adelhaid Gyermekeinek száma: 2 | 1135. december 1. Lyons-la-Forêt, Franciaország 67 évesen   | 26. |

### Blois-i ház
| Uralkodó Uralkodási ideje                     | Portré | Címere | Született Felmenői                                                          | Koronázása                              | Házastársa Utódai                       | Elhunyt                                            |     |
| --------------------------------------------- | ------ | ------ | --------------------------------------------------------------------------- | --------------------------------------- | --------------------------------------- | -------------------------------------------------- | --- |
| István 1135. december 22. – 1154. október 25. |        |        | 1092 körül Blois, Franciaország István blois-i gróf és Normandiai Adéla fia | 1135. december 26. Westminsteri apátság | Boulogne-i Matild Gyermekeinek száma: 6 | 1154. október 25. Dover, Anglia 58 éves kora körül | 27. |

### Plantagenêt-ház
| Uralkodó Uralkodási ideje                                           | Portré | Címere | Született Felmenői                                                                        | Koronázása                               | Házastársa Utódai                                               | Elhunyt                                                |     |
| ------------------------------------------------------------------- | ------ | ------ | ----------------------------------------------------------------------------------------- | ---------------------------------------- | --------------------------------------------------------------- | ------------------------------------------------------ | --- |
| II. Henrik 1154. október 25. – 1189. július 6.                      |        |        | 1133. március 5. Le Mans, Franciaország V. Gottfried, Anjou grófja és Angliai Matild fia  | 1154. december 19. Westminsteri apátság  | Aquitániai Eleonóra Gyermekeinek száma: 8                       | 1189. július 6. Chinon, Franciaország 56 évesen        | 28. |
| Ifjabb Henrik 1170. június 14. – 1183. június 11.                   |        |        | 1155. február 28. London, Anglia II. Henrik angol király és Aquitániai Eleonóra fia       | 1170. június 14. Westminsteri apátság    | Capet Margit Gyermekeinek száma: 1                              | 1183. június 11. Martel, Franciaország 28 évesen       | 29. |
| I. Richárd Oroszlánszívű Richárd 1189. július 6. – 1199. április 6. |        |        | 1157. szeptember 8. Oxford, Anglia II. Henrik angol király és Aquitániai Eleonóra fia     | 1189. szeptember 3. Westminsteri apátság | Navarrai Berengária Nem születtek gyermekei                     | 1199. április 6. Châlus, Franciaország 41 évesen       | 30. |
| János Földnélküli János 1199. április 6. – 1216. október 19.        |        |        | 1166. december 24. Oxford, Anglia II. Henrik angol király és Aquitániai Eleonóra fia      | 1199. május 27. Westminsteri apátság     | Gloucesteri Izabella Angoulême-i Izabella Gyermekeinek száma: 5 | 1216. október 19. Newark-on-Trent, Anglia 49 évesen    | 31. |
| III. Henrik 1216. október 19. – 1272. november 16.                  |        |        | 1207. október 1. Winchester, Anglia János angol király és Angoulême-i Izabella fia        | 1220. május 17. Westminsteri apátság     | Provence-i Eleonóra Gyermekeinek száma: 5                       | 1272. november 16. Westminster, Anglia 65 évesen       | 32. |
| I. Eduárd Nyakigláb Eduárd 1272. november 20. – 1307. július 7.     |        |        | 1239. június 17. London, Anglia III. Henrik angol király és Provence-i Eleonóra fia       | 1274. augusztus 19. Westminsteri apátság | Kasztíliai Eleonóra Capet Margit Gyermekeinek száma: 18         | 1307. július 7. Cumberland, Anglia 68 évesen           | 33. |
| II. Eduárd 1307. július 7. – 1327. január 20.                       |        |        | 1284. április 25. Gwynedd, Anglia I. Eduárd angol király és Kasztíliai Eleonóra fia       | 1308. február 25. Westminsteri apátság   | Franciaországi Izabella Gyermekeinek száma: 4                   | 1327. szeptember 21. Gloucestershire, Anglia 43 évesen | 34. |
| III. Eduárd 1327. február 1. – 1377. június 21.                     |        |        | 1312. november 13. Windsor, Anglia II. Eduárd angol király és Franciaországi Izabella fia | 1327. február 1. Westminsteri apátság    | Hainaut-i Filippa Gyermekeinek száma: 13                        | 1377. június 21. Richmond, Anglia 64 évesen            | 35. |
| II. Richárd 1377. június 21. – 1399. szeptember 29.                 |        |        | 1367. január 6. Bordeaux, Franciaország Eduárd walesi herceg és Kenti Johanna fia         | 1377. július 16. Westminsteri apátság    | Luxemburgi Anna Valois Izabella Gyermekeinek száma: 1           | 1400. február 14. Yorkshire, Anglia 33 évesen          | 36. |

### Lancaster-ház
| Uralkodó Uralkodási ideje                           | Portré | Címere | Született Felmenői                                                                           | Koronázása                             | Házastársa Utódai                                  | Elhunyt                                    |     |
| --------------------------------------------------- | ------ | ------ | -------------------------------------------------------------------------------------------- | -------------------------------------- | -------------------------------------------------- | ------------------------------------------ | --- |
| IV. Henrik 1399. szeptember 29. – 1413. március 20. |        |        | 1367. április 3. Lincolnshire, Anglia Genti János lancasteri herceg és Lancasteri Blanka fia | 1399. október 13. Westminsteri apátság | Bohun Mária Navarrai Johanna Gyermekeinek száma: 6 | 1413. március 20. London, Anglia 45 évesen | 37. |
| V. Henrik 1413. március 20. – 1422. augusztus 31.   |        |        | 1387. augusztus 19. Monmouth, Anglia IV. Henrik angol király és Bohun Mária fia              | 1413. április 9. Westminsteri apátság  | Valois Katalin Gyermekeinek száma: 1               | 1422. augusztus 31. Anglia 35 évesen       | 38. |
| VI. Henrik 1422. augusztus 31. – 1461. március 4.   |        |        | 1421. december 6. Windsor, Anglia V. Henrik angol király és Valois Katalin fia               | 1429. november 6. Westminsteri apátság | Anjou Margit Gyermekeinek száma: 1                 | 1471. május 21. London, Anglia 49 évesen   | 39. |

### York-ház
| Uralkodó Uralkodási ideje                       | Portré | Címere | Született Felmenői                                                                             | Koronázása                            | Házastársa Utódai                         | Elhunyt                                        |     |
| ----------------------------------------------- | ------ | ------ | ---------------------------------------------------------------------------------------------- | ------------------------------------- | ----------------------------------------- | ---------------------------------------------- | --- |
| IV. Eduárd 1461. március 4. – 1470. október 30. |        |        | 1442. április 28. Rouen, Franciaország Plantagenet Richárd yorki herceg és Neville Cecília fia | 1461. június 28. Westminsteri apátság | Woodville Erzsébet Gyermekeinek száma: 10 | 1483. április 9. Westminster, Anglia 40 évesen | 40. |

### Lancaster-ház
| Uralkodó Uralkodási ideje                        | Portré | Címere | Született Felmenői                                                             | Koronázása                   | Házastársa Utódai                  | Elhunyt                                  |     |
| ------------------------------------------------ | ------ | ------ | ------------------------------------------------------------------------------ | ---------------------------- | ---------------------------------- | ---------------------------------------- | --- |
| VI. Henrik 1470. október 30. – 1471. április 11. |        |        | 1421. december 6. Windsor, Anglia V. Henrik angol király és Valois Katalin fia | Másodjára nem koronázták meg | Anjou Margit Gyermekeinek száma: 1 | 1471. május 21. London, Anglia 49 évesen | 39. |

### York-ház
| Uralkodó Uralkodási ideje                           | Portré | Címere | Született Felmenői                                                                                | Koronázása                           | Házastársa Utódai                          | Elhunyt                                              |     |
| --------------------------------------------------- | ------ | ------ | ------------------------------------------------------------------------------------------------- | ------------------------------------ | ------------------------------------------ | ---------------------------------------------------- | --- |
| IV. Eduárd 1470. október 30. – 1483. április 9.     |        |        | 1442. április 28. Rouen, Franciaország Plantagenet Richárd yorki herceg és Neville Cecília fia    | Másodjára nem koronázták meg         | Woodville Erzsébet Gyermekeinek száma: 10  | 1483. április 9. Westminster, Anglia 40 évesen       | 40. |
| V. Eduárd 1483. április 9. – 1483. június 26.       |        |        | 1470. november 2. Westminster, Anglia IV. Eduárd angol király és Woodville Erzsébet fia           | Nem koronázták meg                   | Nem házasodott meg Nem születtek gyermekei | 1483. július 6. London, Anglia 12 évesen             | 41. |
| III. Richárd 1483. június 26. – 1485. augusztus 22. |        |        | 1452. október 2. Northamptonshire, Anglia Plantagenet Richárd yorki herceg és Neville Cecília fia | 1483. július 6. Westminsteri apátság | Neville Anna Gyermekeinek száma: 1         | 1485. augusztus 22. Leicestershire, Anglia 32 évesen | 42. |

### Tudor-ház
| Uralkodó Uralkodási ideje                                          | Portré | Címere | Született Felmenői                                                                      | Koronázása                             | Házastársa Utódai                                                                                            | Elhunyt                                      |     |
| ------------------------------------------------------------------ | ------ | ------ | --------------------------------------------------------------------------------------- | -------------------------------------- | --- | -------------------------------------------- | --- |
| VII. Henrik 1485. augusztus 22. – 1509. április 21.                |        |        | 1457. január 28. Pembroke, Anglia Tudor Edmund és Lancasteri Margit fia                 | 1485. október 30. Westminsteri apátság | Yorki Erzsébet Gyermekeinek száma: 8                                                                         | 1509. április 21. Richmond, Anglia 52 évesen | 43. |
| VIII. Henrik 1509. április 21. – 1547. január 28.                  |        |        | 1491. június 28. Greenwich, Anglia VII. Henrik angol király és Yorki Erzsébet fia       | 1509. június 24. Westminsteri apátság  | Aragóniai Katalin Boleyn Anna Seymour Johanna Klevei Anna Howard Katalin Parr Katalin Gyermekeinek száma: 10 | 1547. január 28. London, Anglia 55 évesen    | 44. |
| VI. Eduárd 1547. január 28. – 1553. július 6.                      |        |        | 1537. október 12. London, Anglia VIII. Henrik angol király és Seymour Johanna fia       | 1547. február 20. Westminsteri apátság | Nem házasodott meg Nem születtek gyermekei                                                                   | 1553. július 6. London, Anglia 15 évesen     | 45. |
| Johanna A kilencnapos királynő 1553. július 6. – 1553. július 19.  |        |        | 1537 október Leicester, Anglia Henry Grey suffolki herceg és Lady Frances Brandon lánya | 1553. július 10. Westminsteri apátság  | Guilford Dudley Nem születtek gyermekei                                                                      | 1554. február 12. London, Anglia 16 évesen   | 46. |
| I. Mária Véres Mária 1553. július 19. – 1558. november 17.         |        |        | 1516. február 18. London, Anglia VIII. Henrik angol király és Aragóniai Katalin lánya   | 1553. október 1. Westminsteri apátság  | Habsburg Fülöp Nem születtek gyermekei                                                                       | 1558. november 17. London, Anglia 42 évesen  | 47. |
| I. Erzsébet A szűz királynő 1558. november 17. – 1603. március 24. |        |        | 1533. szeptember 7. London, Anglia VIII. Henrik angol király és Boleyn Anna lánya       | 1559. január 15. Westminsteri apátság  | Nem házasodott meg Nem születtek gyermekei                                                                   | 1603. március 24. London, Anglia 69 évesen   | 48. |

### Stuart-ház
| Uralkodó Uralkodási ideje | Portré | Címere | Született Felmenői                                                                             | Koronázása                             | Házastársa Utódai                                                             | Elhunyt                                                             |     |
| --- | ------ | ------ | ---------------------------------------------------------------------------------------------- | -------------------------------------- | ----------------------------------------------------------------------------- | ------------------------------------------------------------------- | --- |
| I. Jakab 1603. március 24. – 1625. március 27. |        |        | 1566. június 19. Edinburgh, Skócia Stuart Henrik és I. Mária skót királynő fia                 | 1603. július 25. Westminsteri apátság  | Oldenburgi Anna Gyermekeinek száma: 7                                         | 1625. március 27. Theobalds Estate, Anglia 58 évesen                | 49. |
| I. Károly 1625. március 27. – 1649. január 30. |        |        | 1600. november 19. Dunfermline, Skócia VI/I. Jakab angol és skót király és Oldenburgi Anna fia | 1626. február 2. Westminsteri apátság  | Bourbon Henrietta Mária Gyermekeinek száma: 9                                 | 1649. január 30. London, Anglia 48 évesen                           | 50. |
| Interregnum, Oliver Cromwell protektorátusa (1649 – 1660) Angliának nem volt királya 1649-től 1660-ig, de köztársaság csak 1653-tól volt. Oliver Cromwell feloszlatta a parlamentet és mint Lord Protector kormányzott haláláig. - Oliver Cromwell (1599. április 12. – 1658. szeptember 3.), Lord Protector: 1653 – 1658 - Richard Cromwell (1626. október 4. – 1712. július 12.), Lord Protector: 1658 – 1659, Oliver Cromwell fia. |        |        |                                                                                                |                                        |                                                                               |                                                                     |     |
| II. Károly 1660. május 29. – 1685. február 6. |        |        | 1630. május 29. London, Anglia I. Károly angol és skót király és Bourbon Henrietta Mária fia   | 1661. április 23. Westminsteri apátság | Bragança Katalin Legitim gyermekeinek száma: 0                                | 1685. február 6. London, Anglia 54 évesen                           | 51. |
| II. Jakab 1685. február 6. – 1688. december 11. |        |        | 1633. október 14. London, Anglia I. Károly angol és skót király és Bourbon Henrietta Mária fia | 1685. április 23. Westminsteri apátság | Hyde Anna Modenai Mária Gyermekeinek száma: 15                                | 1701. szeptember 16. Saint-Germain-en-Laye, Franciaország 67 évesen | 52. |
| II. Mária 1689. február 13. – 1694. december 28. |        |        | 1662. április 30. London, Anglia VII/II. Jakab angol és skót király és Hyde Anna lánya         | 1689. április 11. Westminsteri apátság | II/III. Vilmos angol és skót király és orániai herceg Nem születtek gyermekei | 1694. december 28. London, Anglia 32 évesen                         | 53. |

### Orániai-ház
| Uralkodó Uralkodási ideje                        | Portré | Címere | Született Felmenői                                                              | Koronázása                             | Házastársa Utódai                                        | Elhunyt                                   |     |
| ------------------------------------------------ | ------ | ------ | ------------------------------------------------------------------------------- | -------------------------------------- | -------------------------------------------------------- | ----------------------------------------- | --- |
| III. Vilmos 1689. február 13. – 1702. március 8. |        |        | 1650. november 4. Hága, Hollandia II. Vilmos orániai herceg és Stuart Mária fia | 1689. április 11. Westminsteri apátság | II. Mária angol és skót királynő Nem születtek gyermekei | 1702. március 8. London, Anglia 51 évesen | 54. |

### Stuart-ház
| Uralkodó Uralkodási ideje                  | Portré | Címere | Született Felmenői                                                                    | Koronázása                             | Házastársa Utódai                        | Elhunyt                                     |     |
| ------------------------------------------ | ------ | ------ | ------------------------------------------------------------------------------------- | -------------------------------------- | ---------------------------------------- | ------------------------------------------- | --- |
| Anna 1702. március 8. – 1714. augusztus 1. |        |        | 1665. február 6. London, Anglia VII/II. Jakab angol és skót király és Hyde Anna lánya | 1702. április 23. Westminsteri apátság | Oldenburgi György Gyermekeinek száma: 17 | 1714. augusztus 1. London, Anglia 49 évesen | 55. |

### Hannover-ház
| Uralkodó Uralkodási ideje                        | Portré | Címere | Született Felmenői                                                                                                 | Koronázása                                | Házastársa Utódai                                           | Elhunyt                                                |     |
| ------------------------------------------------ | ------ | ------ | --- | ----------------------------------------- | ----------------------------------------------------------- | ------------------------------------------------------ | --- |
| I. György 1714. augusztus 1. – 1727. június 11.  |        |        | 1660. május 28. Hannover Ernő Ágost hannoveri választófejedelem és Pfalzi Zsófia fia                               | 1714. október 20. Westminsteri apátság    | Cellei Zsófia Gyermekeinek száma: 2                         | 1727. június 11. Osnabrück, Alsó-Szászország 67 évesen | 56. |
| II. György 1727. június 11. – 1760. október 25.  |        |        | 1683. október 30. Hannover I. György brit király és Cellei Zsófia fia                                              | 1727. október 22. Westminsteri apátság    | Ansbachi Karolina Gyermekeinek száma: 8                     | 1760. október 25. London, Anglia 76 évesen             | 57. |
| III. György 1760. október 25. – 1820. január 29. |        |        | 1738. június 4. London, Anglia Frigyes walesi herceg és Szász-Gothai Auguszta fia                                  | 1761. szeptember 22. Westminsteri apátság | Mecklenburg-strelitzi Zsófia Sarolta Gyermekeinek száma: 15 | 1820. január 29. Windsor, Anglia 81 évesen             | 58. |
| IV. György 1820. január 29. – 1830. június 26.   |        |        | 1762. augusztus 12. London, Anglia III. György brit király és Mecklenburg-strelitzi Zsófia Sarolta fia             | 1821. július 19. Westminsteri apátság     | Braunschweig-Wolfenbütteli Karolina Gyermekeinek száma: 1   | 1830. június 26. Windsor, Anglia 67 évesen             | 59. |
| IV. Vilmos 1830. június 26. – 1837. június 20.   |        |        | 1765. augusztus 21. London, Anglia III. György brit király és Mecklenburg-strelitzi Zsófia Sarolta fia             | 1831. szeptember 8. Westminsteri apátság  | Szász-Meiningeni Adél Gyermekeinek száma: 5                 | 1837. június 20. Windsor, Anglia 71 évesen             | 60. |
| Viktória 1837. június 20. – 1901. január 22.     |        |        | 1819. május 24. London, Nagy-Britannia Eduárd kenti és strathearni herceg és Szász–coburg–saalfeldi Viktória lánya | 1838. június 28. Westminsteri apátság     | Szász–Coburg–Gothai Albert Gyermekeinek száma: 9            | 1901. január 22. London, Anglia 81 évesen              | 61. |

### Szász–Coburg–Gothai-ház
| Uralkodó Uralkodási ideje                     | Portré | Címere | Született Felmenői                                                                                | Koronázása                              | Házastársa Utódai                          | Elhunyt                                         |     |
| --------------------------------------------- | ------ | ------ | ------------------------------------------------------------------------------------------------- | --------------------------------------- | ------------------------------------------ | ----------------------------------------------- | --- |
| VII. Eduárd 1901. január 22. – 1910. május 6. |        |        | 1841. november 9. London, Nagy-Britannia Szász–Coburg–Gothai Albert és Viktória brit királynő fia | 1902. augusztus 9. Westminsteri apátság | Glücksburg Alexandra Gyermekeinek száma: 6 | 1910. május 6. London, Nagy-Britannia 68 évesen | 62. |

### Windsor-ház
| Uralkodó Uralkodási ideje                           | Portré | Címere | Született Felmenői                                                                            | Koronázása                            | Házastársa Utódai                                 | Elhunyt                                                         |     |
| --------------------------------------------------- | ------ | ------ | --------------------------------------------------------------------------------------------- | ------------------------------------- | ------------------------------------------------- | --------------------------------------------------------------- | --- |
| V. György 1910. május 6. – 1936. január 20.         |        |        | 1865. június 3. London, Nagy-Britannia VII. Eduárd brit király és Glücksburg Alexandra fia    | 1911. június 22. Westminsteri apátság | Teck Mária Gyermekeinek száma: 6                  | 1936. január 20. Norfolk, Nagy-Britannia 70 évesen              | 63. |
| VIII. Eduárd 1936. január 20. – 1936. december 11.  |        |        | 1894. június 23. London, Nagy-Britannia V. György brit király és Teck Mária fia               | Nem koronázták meg                    | Wallis Simpson Nem születtek gyermekei            | 1972. május 28. Párizs, Franciaország 77 évesen                 | 64. |
| VI. György 1936. december 11. – 1952. február 6.    |        |        | 1895. december 14. Norfolk, Nagy-Britannia V. György brit király és Teck Mária fia            | 1937. május 12. Westminsteri apátság  | Bowes-Lyon Erzsébet Gyermekeinek száma: 2         | 1952. február 6. Norfolk, Nagy-Britannia 56 évesen              | 65. |
| II. Erzsébet 1952. február 6. – 2022. szeptember 8. |        |        | 1926. április 21. London, Nagy-Britannia VI. György brit király és Bowes-Lyon Erzsébet lánya  | 1953. június 2. Westminsteri apátság  | Mountbatten Fülöp Gyermekeinek száma: 4           | 2022. szeptember 8. Balmorali kastély, Nagy-Britannia 96 évesen | 66. |
| III. Károly 2022. szeptember 8. – napjainkig        |        |        | 1948. november 14. London, Nagy-Britannia Mountbatten Fülöp és II. Erzsébet brit királynő fia | 2023. május 6. Westminsteri apátság   | Diana Spencer Camilla Shand Gyermekeinek száma: 2 | (76 éves)                                                       | 67. |

## Fordítás
- Ez a szócikk részben vagy egészben  a   List of English monarchs című angol Wikipédia-szócikk fordításán alapul.  Az eredeti cikk szerkesztőit annak laptörténete sorolja fel. Ez a jelzés csupán a megfogalmazás eredetét és a szerzői jogokat jelzi, nem szolgál a cikkben szereplő információk forrásmegjelöléseként.
- Ez a szócikk részben vagy egészben  a   List of British monarchs című angol Wikipédia-szócikk fordításán alapul.  Az eredeti cikk szerkesztőit annak laptörténete sorolja fel. Ez a jelzés csupán a megfogalmazás eredetét és a szerzői jogokat jelzi, nem szolgál a cikkben szereplő információk forrásmegjelöléseként.